# ディラックの海

質量を持つ粒子におけるディラックの海。 • 粒子、 • 反粒子

相対論的量子力学において、ディラックの海（ディラックのうみ、英: Dirac sea）とは、真空状態が負のエネルギーを持つ電子によって完全に占められている状態であるというモデル。ディラック方程式の解が負のエネルギー状態を持つことによって生じる問題を回避すべく、英国の物理学者ポール・ディラックが空孔理論の中で提唱した。
ディラック博士は、電子が満たす相対論的な量子力学の基礎方程式としてディラック方程式を導いたが、この方程式は負のエネルギーの解を持つ。この負のエネルギーに下限はなく、電子はよりエネルギーが低い状態に落ち込んでいくため安定な状態をとりえない。すなわち、エネルギーの基底状態となる安定な真空状態が存在しないことになる。こうした問題を解決すべく、ディラック博士は真空状態はすべての負のエネルギー状態が電子によって、埋め尽くされた状態とするディラックの海という概念を提唱した。パウリの排他律によれば、既に占有されている負のエネルギー状態に電子が入ることはできず、すべての負のエネルギー状態が埋まっているディラックの海では、より低いエネルギー状態に落ち込むことはない。
但し、こうした説明が可能となるのは、パウリの排他律を満たすフェルミ粒子についてだけであり、ボーズ粒子には適用できないという問題がある。その後、空孔理論が抱える問題は現代的な場の量子論の形成により解決されたため、ディラックの海という概念は不要となった。
ディラックの海（とその空孔）に類似した概念として、固体物理学のバンド理論における価電子帯（と正孔）がある。